# Eclipse Foundation
Eclipse Foundation は、オープンソースのEclipse プロジェクトを運営する非営利団体であり、オープンソースコミュニティと関連製品やサービスの発展を支援している。Eclipse財団、エクリプス財団とも表記される。

## 歴史
2003年から2004年にかけて、15のソフトウェアベンダーによる非公式なコンソーシアムである Eclipse Consortium が、Eclipse の開発を行う非営利法人として Eclipse Foundation を設立した。

## 戦略メンバー
戦略メンバーは Eclipse Foundation の評議委員会に参加し、Eclipse の戦略的方向性に直接の影響を与える立場にある。戦略メンバーはまた各分野の委員会にも参加しており、その分野や関連製品の優先順位についても影響を与える立場である。
- アクチュエイト
- ボーランド
- brox

- Cloudsmith
- CA
- DevZuz

- IBM
- Innoopract
- インテル

- Iona
- itemis
- モトローラ

- ノキア
- Obeo
- OpenMethods LLC

- オラクル
- SAP
- Sonatype

- Sopera
- Sybase
- ウインドリバー・システムズ

- ゼンド

## 他のメンバー
世界中の様々な業種の企業180社がメンバーに名を連ねている。